# Acrotritia bipartita
Acrotritia bipartita är en kvalsterart som först beskrevs av Wojciech Niedbała 2000.  Acrotritia bipartita ingår i släktet Acrotritia och familjen Euphthiracaridae. Inga underarter finns listade i Catalogue of Life.